# Referendum na Ukrainie w 1991 roku
Ogólnoukraińskie referendum na temat ogłoszenia niepodległości Ukrainy odbyło się 1 grudnia 1991. Na referendum postawiono tylko jedno pytanie – „Czy zgadza się Pan/Pani z Aktem ogłoszenia niepodległości Ukrainy?”. Tekst Aktu został przyjęty przez Radę Najwyższą Ukrainy 24 sierpnia 1991 i ogłoszony w biuletynie wyborczym.
Obywatele Ukrainy opowiedzieli się za utrzymaniem niepodległości Ukrainy. W referendum wzięło udział 31 891 742 (84,18%) wyborców, z których 28 804 071 (90,32%) głosowało „zа”. W wyniku referendum, Ukraina uzyskała uznanie niepodległości na arenie międzynarodowej.
Jednocześnie z referendum odbyły się wybory Prezydenta Ukrainy, w których zwyciężył Łeonid Krawczuk.

## Wyniki referendum
Akt został poparty przez wszystkie 27 jednostek administracyjnych Ukrainy.
| Podział administracyjny Ukrainy | „Za” % |
| ------------------------------- | ------ |
| Autonomiczna Republika Krymu    | 54,19  |
| Obwód winnicki                  | 95,43  |
| Obwód wołyński                  | 96,32  |
| Obwód dniepropetrowski          | 90,86  |
| Obwód doniecki                  | 83,90  |
| Obwód żytomierski               | 95,06  |
| Obwód zakarpacki                | 92,59  |
| Obwód zaporoski                 | 90,66  |
| Obwód iwanofrankowski           | 98,42  |
| Kijów                           | 92,88  |
| Obwód kijowski                  | 95,52  |
| Obwód kirowohradzki             | 93,88  |
| Obwód łuhański                  | 83,86  |
| Obwód lwowski                   | 97,46  |
| Obwód mikołajowski              | 89,45  |
| Obwód odeski                    | 85,38  |
| Obwód połtawski                 | 94,93  |
| Obwód rówieński                 | 95,96  |
| Sewastopol                      | 57,07  |
| Obwód sumski                    | 92,61  |
| Obwód tarnopolski               | 98,67  |
| Obwód charkowski                | 86,33  |
| Obwód chersoński                | 90,13  |
| Obwód chmielnicki               | 96,30  |
| Obwód czerkaski                 | 96,03  |
| Obwód czerniowiecki             | 92,78  |
| Obwód czernihowski              | 93,74  |